# 206e division d'infanterie (Empire allemand)
Pour les articles homonymes, voir 206e division.
La 206e division d'infanterie est une unité de l'armée allemande créée en 1916 qui participe à la Première Guerre mondiale sur le front de l'ouest. En 1916, après sa création dans les Flandes, la division est engagée dans la bataille de la Somme. En 1917, elle participe avec de lourdes pertes aux combats sur le Chemin des Dames et à Verdun. En 1918, elle est engagée dans l'opération Michael puis dans les différents combats défensifs de l'armée allemande de l'été et de l'automne 1918. Après la signature de l'armistice, la division est transférée en Allemagne et dissoute l'année suivante.

## Première Guerre mondiale

### Composition

#### 1916
- 2e brigade d'infanterie d'ersatz

359e régiment d'infanterie
394e régiment d'infanterie
4e régiment d'infanterie d'ersatz
- 265e régiment d'artillerie de campagne

#### 1917
- 2e brigade d'infanterie d'ersatz

359e régiment d'infanterie
394e régiment d'infanterie
4e régiment d'infanterie d'ersatz
- 2e escadron du 2e régiment d'uhlans de réserve
- 206e commandement d'artillerie divisionnaire

265e régiment d'artillerie de campagne
- 206e bataillon de pionniers

#### 1918
- 2e brigade d'infanterie d'ersatz

359e régiment d'infanterie
394e régiment d'infanterie
4e régiment d'infanterie d'ersatz
- 5e escadron du 10e régiment de dragons
- 206e commandement d'artillerie divisionnaire

265e régiment d'artillerie de campagne
1er bataillon du 37e régiment d'artillerie à pied (batteries 2 à 4)
- 206e bataillon de pionniers

### Historique

#### 1916
- août - 30 septembre : occupation d'un secteur du front dans la région de Dixmude.
- 1er octobre - 26 novembre : transport par V.F. vers Péronne. Engagée dans la bataille de la Somme successivement dans les secteurs de Péronne, La Maisonnette et Marchélepot et déplore de lourdes pertes[1].
- 26 novembre 1916 - 2 janvier 1917 : retrait du front, transport à partir de Saint-Quentin par V.F. en Alsace. Organisation et occupation d'un secteur du front dans la région de Ban-de-Sapt.

#### 1917
- 3 janvier - 15 février : retrait du front, repos dans la région de Château-Salins.
- 16 février - 20 avril : mouvement vers le front, occupation d'un secteur entre la forêt de Bezange-la-Petite et Leintrey.
- 20 avril - 10 juin : retrait du front, transport par V.F. en Champagne. Stationnement du 22 au 30 avril dans le secteur de Montcornet, puis dans la région de Laon du 30 avril au 4 mai. Engagée ensuite dans la bataille du Chemin des Dames dans le secteur de Laffaux à l'ouest du Canal de l'Oise à l'Aisne. Les pertes de la division sont très lourdes[1].
- 10 juin - 15 juillet : retrait du front, transport par V.F. en Lorraine. Repos dans la région de Blâmont et de Sarrebourg.
- 16 juillet - 22 août : transport par V.F. dans la région de Verdun, occupation d'un secteur dans la région de la cote 304. Engagée à partir du 20 août dans la bataille de Verdun et subit de lourdes pertes[n 1].
- 22 août - 15 septembre : retrait du front, transport dans la région au nord de Reims. La division est reconstituée avec des renforts en provenance du front de l'est.
- 15 septembre - 24 novembre : mouvement vers le front, occupation d'un secteur vers Berru et Cernay-lès-Reims.
- 24 novembre 1917 - 2 février 1918 : mouvement de rocade, transport par V.F. dans la région de Saint-Quentin, occupation d'un secteur du front vers Pontruet.

#### 1918
- 2 février - 16 mars : retrait du front, repos dans la région de Fresnoy-le-Grand ; puis après quelques jours, mouvement dans la région de Fourmies, instruction intensive à la guerre ouverte.
- 16 - 22 mars : mouvement par étapes par Wassigny, Fresnoy-le-Grand, Fonsomme, Fontaine-Uterte pour atteindre la ligne Hindenburg.
- 22 mars - 12 avril : engagée dans l'opération Michael, mouvement par Lesdins pour atteindre le canal de Saint-Quentin et Voyennes.

24 mars : le 394e régiment est engagé dans le franchissement du canal de Saint-Quentin.
26 mars : le 359e régiment est engagé à Guerbigny et atteint Royes.
27 - 28 mars : la division pénètre dans Montdidier, puis attaque sur Mesnil-Saint-Georges avec de fortes pertes.
30 mars : attaque vers Fontaine-sous-Montdidier.
12 avril : la division est relevée par la 6e division de réserve royale bavaroise.
- 12 - 14 avril : retrait du front, repos en seconde ligne dans la région de Gruny et de Languevoisin-Quiquery.
- 15 avril - 9 mai : relève de la 45e division de réserve, occupation d'un secteur du front vers Assainvillers au sud-est de Montdidier[2].
- 9 mai - 11 juin : retrait du front, relevée par la 222e division d'infanterie dans le secteur de Seringes-et-Nesles[2]. À partir de la fin mai, la division est stationnée dans la région de Babœuf, mouvement 8 jours plus tard en direction de Bussy, puis de Boulogne-sur-Helpe.
- 11 juin - 15 août : mouvement vers le front, renforcement puis relève de la ligne de défense de la 19e division d'infanterie dans le secteur de Belloy[2]. À partir du 8 août, la division subit les effets de la bataille de Picardie, elle est contrainte de se replier vers Boulogne-la-Grasse devant la poussée des troupes françaises.
- 15 - 22 août : retrait du front, repos en seconde ligne.
- 22 - 30 août : mouvement vers le front, occupation d'un secteur du front vers Pontoise-lès-Noyon.
- 30 août - 6 septembre : retrait du front, repos en seconde ligne.
- 6 - 20 septembre : mouvement vers le front, occupation d'un secteur vers Fresnes-Mazancourt, relevée le 20 septembre par la 105e division d'infanterie[2].
- 20 septembre - 2 octobre : repos en arrière du front.
- 3 - 11 octobre : mouvement vers le front relève de la 3e division de marine (de) vers Rumilly-en-Cambrésis[2]. À partir du 8 octobre, engagée dans des combats défensifs très violents. La division est contrainte de se replier en arrière de Carnières[n 2].
- 12 - 31 octobre : retrait du front, repos.
- 1er - 11 novembre : mouvement vers le front, dans le secteur de Villers-Pol vers Valenciennes, puis vers Hyon. Après la signature de l'armistice, la division est transférée en Allemagne et dissoute au cours de l'année 1919.

## Chefs de corps
| Grade           | Nom                 | Date                           |
| --------------- | ------------------- | ------------------------------ |
| Generalleutnant | Otto von Etzel (de) | 28 août 1916 - 15 janvier 1919 |